# 1981年逝世人物列表
下面是1981年逝世的知名人士列表。
1981年逝世人物列表：1月 - 2月 - 3月 - 4月 - 5月 - 6月 - 7月 - 8月 - 9月 - 10月 - 11月 - 12月

## 1月

### 1日
- 塞費里諾·加西亞，菲律賓冠軍拳擊手
- 赫夫齊巴·梅紐因，美籍澳大利亞鋼琴家、作家和人權活動家
- 卡齊米日·米哈沃夫斯基，波蘭考古學家
- 毛里·羅斯，美國賽車冠軍

### 3日
- 阿斯隆伯爵夫人愛麗絲公主，維多利亞女王最後倖存的孫子
- 費爾頓·賈維斯（Felton Jarvis），貓王、威利·尼爾森（Willie Nelson）和其他音樂家的美國唱片製作人和歌手
- 馬文·奧普勒，美國人類學家

### 4日
- 露絲·洛，加拿大鋼琴家和詞曲作者

### 5日
- Guy Paquinet，法國爵士長號手
- 哈羅德·尤里，美國化學家，諾貝爾獎獲得者[1]
- 蘭扎·德爾·瓦斯托，義大利哲學家、詩人和活動家[2]

### 6日
- A·J·克朗寧，蘇格蘭小說家[3]

### 7日
- 何塞·阿德沃爾，古巴作曲家和西班牙裔指揮家
- 阿爾瓦·利德爾（Alvar Lidell），英國廣播公司（BBC）的英語廣播播音員和新聞播音員

### 9日
- Donald H. Bochkay，64歲，美國空軍飛行員和飛行王牌
- 奧布杜利奧·莫拉萊斯，古巴鋼琴家、指揮家、作曲家和民族音樂學家
- 卡齊米日·塞羅基，波蘭作曲家，華沙秋季當代音樂節創始人之一

### 10日
- 凱薩琳·亞歷山大，美國女演員
- 理查·布恩，美國演員
- Fawn M. Brodie，美國傳記作家和加州大學洛杉磯分校歷史學教授

### 11日
- 比拉·邦迪，美國女演員

### 12日
- 伊莎貝爾·埃爾索姆，英國電影、戲劇和電視女演員
- 約翰·尼科爾爵士，英國殖民地行政官、新加坡總督[4]

### 15日
- David E. Lilienthal，美國律師和公共行政人員
- 伊曼紐爾·塞勒，來自紐約的美國民主黨政治家

### 16日
- 伯納德·李，英國演員

### 17日
- 盧卡斯·帕努爾吉亞斯，希臘運動員和足球運動員

### 19日
- 弗朗西斯卡·伍德曼，美國攝影師

### 21日
- 愛琳·喬斯林，美國演員

### 22日
- 伊什蒂亞克·海珊·庫雷希，巴基斯坦民族主義歷史學家和劇作家

### 23日
- 塞缪尔·巴伯，美國作曲家
- 鮑比·舍伍德（Bobby Sherwood），美國吉他手、小號手、樂隊領隊、演員和電臺主持人
- Olin E. Teague，美國政治家，1946 年至 1978 年任美國眾議院議員

### 25日
- 阿黛尔·雅士提，美國女演員

### 29日
- 拉約什·科拉尼，匈牙利足球運動員

### 30日
- 約翰·戈登，愛爾蘭羅馬天主教主教

### 31日
- 科西·科爾，美國爵士鼓手

## 2月

### 1日
- 老唐纳德·威尔斯·道格拉斯，美國實業家
- 萬達·亨德里克斯，美國女演員
- 恩斯特·佩平，德國作曲家
- 盖尔·特维特，挪威作曲家

### 2日
- Hugh J. Addonizio，義大利裔美國政治家和紐瓦克市長
- 路易絲·洛林，美國女演員

### 3日
- J Harlen Bretz，美國地質學家
- Jan Donner，荷蘭政治家

### 4日
- 馬里奧·卡梅裡尼，義大利電影導演和編劇

### 5日
- 埃拉·格拉索，美國政治家和民主黨成員
- Kuda Bux，魔術師和火行者

### 6日
- 漢諾威的弗蕾德里克，希臘王后，希臘國王保羅的妻子

### 7日
- 赫尔曼·埃瑟，德國記者，納粹報紙《人民觀察家報》編輯

### 9日
- 比爾·黑利，美國搖滾音樂家，比爾·黑利和彗星樂隊成員

### 12日
- 梁醒波，香港著名粵劇演員，有「丑生王」之稱號。
- 第一代北角的弗雷澤男爵布魯斯·弗雷澤，英國海軍上將

### 13日
- 傑克·克拉普，英國板球運動員

### 15日
- 卡尔·李希特，德國指揮家
- 邁克·布盧姆菲爾德，美國藍調吉他手

### 17日
- 大卫·加内特，英國小說家和作家

### 18日
- 约翰·诺斯洛普，美國飛機製造商
- 易卜拉欣·阿卜杜勒·哈迪·帕夏，埃及政治家，埃及第28任總理

### 20日
- 伯纳德·布朗，美國音響工程師和作曲家
- 尼古拉斯·德·岡茨堡男爵，法國雜誌編輯和花花公子

### 22日
- 邁克爾·瑪律泰斯，美國編劇
- 柯蒂斯·伯恩哈特，德國電影導演

### 25日
- 倫納德·豪厄爾，拉斯塔法里創始人
- 三川軍一，日本海軍上將

### 26日
- 羅伯特·艾克曼，英國作家和環保主義者
- 霍华德·汉森，美國作曲家

### 27日
- 雅各·吉伯特，美國律師和政治家

## 3月

### 1日
- 羅伯托·弗朗西斯科·基亞里·雷蒙，巴拿馬第14任總統

### 2日
- Brenda De Banzie，英國女演員
- 賈尼爾·海因斯，美國女演員，厄爾·海因斯的女兒[5]
- 托尼·古洛塔，美國賽車手

### 4日
- 托林·撒切爾，美國演員

### 5日
- 叶·哈伯格，美國作詞家
- 保羅·霍比格，奧地利戲劇和電影演員
- 雷德·桑德斯，美國爵士鼓手和樂隊領隊

### 6日
- 喬治·蓋里，英國板球運動員

### 7日
- 彼得·伯奇，愛爾蘭羅馬天主教主教
- 喬恩·格納吉（Jon Gnagy），自學成才的藝術家，因成為美國最初的電視藝術講師而被人們銘記
- 基里尔·康德拉辛，俄羅斯指揮家[6]
- 希爾德·克拉溫克爾·斯珀林，德裔丹麥網球運動員

### 9日
- 馬克斯·德爾布呂克，德國生物學家，諾貝爾生理學或醫學獎獲得者[7]

### 10日
- 威廉·B·基恩，美国陆军军官
- 弗拉維奧·卡爾扎瓦拉，義大利導演和編劇

### 11日
- 卡齊米日·科爾迪列夫斯基，波蘭天文學家

### 14日
- 肯·巴林頓，英國國際板球運動員
- 保羅·格拉西，義大利演員

### 15日
- 雷内·克萊爾，法國電影導演

### 17日
- 保羅·迪恩，美國職業棒球大聯盟右手投手

### 19日
- 弗蘭克·萊恩，美國職業棒球高管

### 20日
- 格裡·貝爾蒂埃，美國大學橄欖球運動員

### 21日
- 馬克·頓斯科伊，俄籍蘇聯電影導演

### 22日
- Jumbo Elliott，美國田徑教練
- 小約翰·S·麥凱恩，美國海軍上將
- 吉爾·普亞特，菲律賓商人和政治家，菲律賓參議員和參議院議長[8]

### 23日
- 克劳德·奥金莱克，英國陸軍元帥
- 邁克·海爾伍德，英國摩托車賽車手
- 比阿特麗斯·廷斯利，英國天文學家

### 26日
- 西里爾·迪恩·達林頓，英國生物學家、遺傳學家和優生學家

### 27日
- 茅盾，中國小說家、文化評論家、文化部長[9]

### 29日
- 埃裡克·威廉姆斯，特立尼達和多巴哥第一任總理

### 30日
- 謝爾曼·愛德華茲，美國詞曲作者
- 諾埃爾·哈福德，紐西蘭板球運動員
- 道格拉斯·洛，英國奧林匹克運動員
- 德威特·华莱士，美國雜誌出版商

### 31日
- 伊妮德·巴格諾德，英國作家和劇作家
- 弗蘭克·蒂耶里，美國黑幫

## 4月

### 1日
- Eua Sunthornsanan，歌手、泰國作曲家和 Suntaraporn 樂隊領隊

### 2日
- 德尔福·卡夫雷拉，阿根廷運動員，1948 年夏季奧運會馬拉松比賽冠軍

### 3日
- 胡安·特里普，航空公司企業家
- 利奧·坎納，奧地利裔美國精神病學家、醫生和社會活動家

### 5日
- 鮑勃·海特，美國音樂家
- 莫裡斯·茲布裡格，加拿大小提琴家、作曲家和指揮家[10]

### 7日
- 諾曼·陶羅格，美國電影導演[11]

### 8日
- 奧瑪律·布蘭得利，美國陸軍上將[12]

### 10日
- 喬治·卡萊爾·馬勒，加拿大政治家、公證人和集郵家
- 霍華德·瑟曼，美國作家、哲學家、神學家、基督教神秘主義者、教育家和民權領袖

### 11日
- 卡羅琳·戈登，美國小說家和文學評論家
- 瑪麗·內伊，英國性格女演員

### 12日
- 亨德里克·安德里森，荷蘭作曲家
- 朝香宮鳩彥王，日本皇族與軍人，1906年被明治天皇賜予朝香宮的宮號。
- 喬·路易斯，美國拳擊手[13]

### 15日
- 約翰·塔赫，美國海軍飛行員和海軍上將
- 洛伦佐·格雷罗·古铁雷斯，尼加拉瓜前總統

### 16日
- 埃裡克·霍利斯，英國板球運動員
- 埃法·曼利，美國體育主管

### 18日
- 詹姆斯·施密茨，德裔美國作家

### 19日
- 恩斯特·利維，瑞士音樂學家、作曲家、鋼琴家和指揮家

### 21日
- 埃迪·索特，美國作曲家和編曲家

### 23日
- 何塞普·普拉，西班牙記者和作家[14]

### 26日
- 吉姆·大衛斯，美國演員
- 馬奇·埃文斯，美國女演員
- 穆罕默德·拉菲爾，斯裡蘭卡斯諾克選手

### 27日
- 約翰·阿斯平沃爾·羅斯福，美國商人和慈善家

### 28日
- 克里夫·巴特爾斯，美式橄欖球運動員（波士頓紅皮隊），職業橄欖球名人堂成員
- 米奇·沃克，美國職業拳擊手

### 30日
- 彼得·胡切爾，德國詩人和編輯

## 5月

### 1日
- 巴里·瓊斯，美國演員

### 3日
- 納吉斯，印度女演員

### 4日
- 保羅·格林，美國普利策獎得主劇作家

### 5日
- 鮑比·桑茲，愛爾蘭共和黨絕食抗議者

### 6日
- 弗蘭克·奧格雷迪，澳大利亞公務員

### 7日
- 八原博通，日本帝國陸軍軍官

### 8日
- 安德烈·亞歷山德羅維奇，亞歷山大·米哈伊洛域治大公的長子。

### 9日
- 納爾遜·艾格林，美國作家
- 瑪格麗特·琳賽，美國女演員

### 10日
- 柔佛的伊斯梅爾，馬來西亞蘇丹

### 11日
- 奥德·哈塞尔，挪威化學家，諾貝爾獎獲得者[15]
- 巴布·馬利，牙買加歌手、詞曲作者和音樂家
- 霍伊特·富勒（Hoyt W. Fuller），美國編輯、教育家、評論家和黑人藝術運動時期的作家

### 12日
- 本杰明·亨利·薛尔思，新加坡政治家、教授，新加坡第二任總統

### 13日
- 本·安德魯斯，美國演員

### 14日
- J·波萨达斯，阿根廷政治家

### 16日
- 厄尼·弗里曼，美國鋼琴家、管風琴家、樂隊指揮和編曲家

### 17日
- 雨果·弗里德霍夫，德裔美國電影作曲家
- 珍妮特·里德隆·皮卡德，美國高空熱氣球運動員，晚年擔任聖公會牧師

### 18日
- 埃萊奧諾爾·鮑爾，德國納粹分子，唯一參加慕尼克啤酒館政變的女性
- 理查·黑爾，美國歌手和演員[16]
- 亞瑟·奧康奈爾，美國演員
- 威廉·薩羅揚，美國作家[17]

### 20日
- 多斯特伊二世，斯科普里大主教

### 21日
- 下田由紀，美國演員
- 派特西·奧哈拉（Patsy O'Hara），愛爾蘭共和黨絕食抗議者，愛爾蘭民族解放軍成員
- 雷蒙德·麥克雷什（Raymond Mccreesh），愛爾蘭臨時共和軍南阿馬旅的愛爾蘭志願者

### 22日
- 鮑裡斯·薩加爾，烏克蘭裔美國電視和電影導演

### 23日
- 喬治·傑塞爾，美國演員
- 唐納德·麥金太爾，英國海軍軍官和海軍歷史學家
- 雷納·赫彭斯托爾，英國小說家、詩人、日記作家和BBC廣播製作人

### 24日
- 海梅·罗尔多斯·阿吉莱拉，厄瓜多第33任總統
- 杰克·华纳，英國演員

### 25日
- 羅莎·龐塞爾，美國女高音
- 魯比·佩恩-斯科特，澳大利亞射電天文學家
- A. 蒂亞加拉賈，斯里蘭卡泰米爾教師和政治家
- 弗雷德里克·沃伯格（Fredric Warburg），英國出版商，1935年創立了Secker&Warburg公司

### 28日
- 约翰·布赖恩·沃德-珀金斯，英國考古學家
- 瑪麗·盧·威廉姆斯，美國爵士鋼琴家
- 斯德望·維辛斯基，波蘭羅馬天主教主教、大主教和上帝的僕人
- 萊姆·比林斯，美國商人

### 29日
- 宋庆龄女士，孙中山夫人，中华人民共和国名誉主席，在北京病逝（1893年出生）。

### 30日
- 唐·阿什比，加拿大冰球運動員
- 彼得·林葛籣，瑞典演員
- 齊亞·拉赫曼，孟加拉國第7任總統

### 31日
- 羅茲沃思的傑克遜男爵夫人芭芭拉·沃德，英國經濟學家
- 久拉·洛蘭特，匈牙利足球運動員和經理
- 朱塞佩·佩拉，義大利政治家，第31任義大利總理

## 6月

### 1日
- 卡尔·文森，美國政治家[18]

### 2日
- 里諾·加埃塔諾，義大利音樂家和創作歌手

### 5日
- 米格爾·孔特雷拉斯·托雷斯，墨西哥演員、導演、製片人和編劇

### 10日
- 珍妮·麥克斯韋，美國女演員
- 菲爾普斯·菲爾普斯，美屬薩摩亞第38任總督，美國駐多明尼加共和國大使

### 11日
- Botak Chin，馬來西亞罪犯和黑幫

### 12日
- 馬哈茂德·法齊，埃及外交官和政治人物，埃及第35任總理

### 13日
- 喬治·沃爾什，美國演員

### 16日
- 湯瑪斯·普萊福德，澳大利亞政治家，南澳大利亞州州長

### 17日
- 理查·奧康納，英國將軍

### 19日
- 樂天·賴尼格，德國剪影動畫師

### 22日
- 亨利·布亞爾，法國耶穌會神學家
- 洛拉·萊恩，美國女演員和歌手

### 23日
- 何猷光，賭王何鴻燊的長子，在葡萄牙因車禍死亡。
- 扎拉·利安德，瑞典女演員和歌手

### 28日
- 穆罕默德·貝赫什蒂，伊朗首席大法官
- 泰瑞·福克斯，加拿大運動員和癌症活動家

## 7月

### 1日
- 馬塞爾·布魯爾，匈牙利裔美國建築師
- 喬治·沃斯科維奇，捷克裔美國演員、作家、劇作家和導演

### 3日
- 陳文成，台灣白色恐怖受難者，遭警備總部約談後隔日陳屍台灣大學校園，一般相信係遭刑求致死。
- 羅斯·馬丁，美國演員

### 7日
- 卡坦·穆罕默德·沙比，南葉門社會主義領袖，南葉門第一任總統

### 8日
- Jugah Barieng，馬來西亞政治家
- 喬·麥克唐納，愛爾蘭共和黨絕食抗議者

### 10日
- 喬治·德·盧洛，義大利演員和導演

### 16日
- 哈利·查平，美國歌手和詞曲作者

### 26日
- Stafford L. Warren，美國醫生和放射科醫生；乳房X光檢查的發明者[19]

### 27日
- 威廉·惠勒，美國電影導演[20]

### 28日
- 斯坦利·弗朗西斯·羅瑟，美國牧師、殉道者和有福者

### 29日
- 羅伯·摩斯，美國城市規劃師

### 31日
- 奧瑪律·托裡霍斯，巴拿馬領導人

## 8月

### 1日
- 帕迪·查耶夫斯基，美國編劇

### 2日
- 德尔福·卡夫雷拉，阿根廷運動員
- 斯蒂芬妮·克勞森，丹麥潛水夫

### 4日
- 茂文·道格拉斯，美國演員

### 14日
- 卡爾·貝姆，奧地利指揮家

### 15日
- 卡洛·布斯卡利亞，義大利足球運動員
- 第三代烏拉赫公爵卡爾·格洛，列支敦斯登貴族

### 18日
- 羅伯特·羅素·貝內特，美國作曲家和編曲家
- 安妮塔·盧斯，美國編劇

### 19日
- 傑西·馬修斯，英國舞蹈家、歌手和演員

### 22日
- 格勞伯·羅查，巴西電影製片人

### 27日
- 瓦列里·哈拉莫夫，蘇聯冰球運動員

### 28日
- 古特曼·贝拉，匈牙利足球運動員、教練[21]

### 29日
- 洛維爾·傑克森·湯瑪斯，美國作家和廣播員

### 30日
- 穆罕默德-阿里·拉贾伊，伊朗第47任總理和伊朗第二任總統（遇刺）
- 穆罕默德-贾瓦德·巴霍纳尔，伊朗神學家和政治家，伊朗第48任總理（遇刺）
- 維拉-艾倫，美國女演員和舞蹈家

## 9月

### 1日
- 安·哈丁，美國女演員
- 阿尔伯特·斯佩尔，德國納粹建築師和戰爭部長

### 2日
- 伊妮德·萊昂斯，澳大利亞政治家

### 7日
- 克里斯蒂·布朗，愛爾蘭作家和畫家[22]

### 8日
- 烏里·茲維·格林伯格，以色列詩人和記者[23]
- 湯川秀樹，日本物理學家，1949年諾貝爾物理學獎得主。[24]
- 羅伊·威爾金斯，美國民權活動家

### 9日
- 雅各·拉岡，法國精神分析學家和精神病學家
- 里卡多·巴爾賓，阿根廷政治家，激進公民聯盟（UCR）領導人
- 羅伯特·阿斯金，新南威爾士州州長

### 11日
- 弗蘭克·麥克休，美國演員

### 12日
- 埃乌杰尼奥·蒙塔莱，義大利作家，諾貝爾獎獲得者[25]

### 14日
- 查理斯·梅爾森，美國海軍上將

### 15日
- 哈羅德·貝內特，英國演員
- 拉斐爾·門德斯，墨西哥小號演奏家

### 17日
- 米爾頓·艾倫，聖克裡斯托弗-尼維斯-安圭拉總督[26]

### 21日
- 奈傑爾·派翠克，英國演員

### 22日
- 哈裡·沃倫，美國詞曲作者

### 23日
- 丹·喬治酋長，加拿大演員和作家，茨萊爾-沃圖斯第一民族部落酋長

### 24日
- 帕西·凱利，美國女演員

### 27日
- 罗伯特·蒙哥马利，美國演員和導演

### 28日
- 羅穆洛·貝當古，兩屆委內瑞拉總統
- 漢茲沃斯的博伊爾男爵愛德華·博伊爾爵士，英國保守黨內閣部長

### 29日
- 賈瓦德·法庫里，伊朗軍官，前國防部長
- 穆薩·南珠，伊朗軍官，國防部長
- 比尔·香克利，英國足球經理

## 10月

### 2日
- 哈裡·戈爾登，美國記者
- 黑茲爾·斯科特，美國爵士樂歌手和鋼琴家

### 3日
- 克里索斯托姆·布拉什凱維奇，蘇聯本篤十六世僧侶

### 4日
- 弗雷迪·林德斯特羅姆，美國棒球運動員（紐約巨人隊），美國職業棒球大聯盟名人堂成員

### 5日
- 格洛麗亞·格雷厄姆，57歲，美國女演員，乳腺癌。

### 6日
- 穆罕默德·艾爾·沙達特，第3任埃及在任總統。1978年曾與宿敵以色列總理比金簽訂戴維營協議因而獲頌諾貝爾和平獎。在出席一次閱兵儀式時被刺殺。

### 13日
- 安東尼奧·伯尼，阿根廷畫家
- 尼爾斯·阿斯特，丹麥-瑞典演員

### 16日
- 斯坦利·克萊門茨，美國演員
- 摩西·达扬，以色列將軍

### 22日
- 邁克爾·格蘭傑，美國演員

### 24日
- 伊迪絲·海德，美國服裝設計師

### 25日
- 芭芭拉·贝德福德，美國女演員

### 27日
- 約翰·沃伯頓，英國演員

### 29日
- 喬治·布拉森斯，法國歌手和詞曲作者

## 11月

### 2日
- 沃利·伍德，美國漫畫家

### 5日
- 讓·尤斯塔什，法國電影導演

### 7日
- 威尔·杜兰特，美國哲學家和作家

### 10日
- 阿贝尔·冈斯，法國電影導演

### 12日
- 威廉·荷頓，美國演員

### 13日
- 格哈德·馬克斯，德國雕塑家

### 15日
- 沃爾特·海特勒，德國物理學家，英國皇家學會院士[27]
- 伊妮德·馬基，美國女演員

### 17日
- 威廉·佩里坎，奧地利化學家[28]

### 21日
- 埃納·費德斯皮爾，丹麥演員[29]

### 22日
- 傑克·芬格爾頓，澳大利亞板球運動員
- 汉斯·阿道夫·克雷布斯，德國醫生和生物化學家，諾貝爾生理學或醫學獎獲得者[30]

### 25日
- 杰克·艾伯森，美國演員和喜劇演員
- 莫里斯·柯克西，美國運動員[31]

### 26日
- 馬克斯·尤維，荷蘭國際象棋特級大師

### 27日
- 洛特·萊尼亞，奧地利歌手、演員

### 29日
- 威廉·韋爾，英國王牌飛行員
- 娜妲麗·華，美國女演員

## 12月

### 2日
- 華萊士·哈裡森，美國建築師

### 6日
- 哈里·哈洛，美國心理學家

### 7日
- 威廉·埃德蒙茲，義大利舞臺和銀幕角色演員

### 8日
- 費魯喬·帕里，義大利遊擊隊和政治家，第1905任義大利總理

### 13日
- 科内利乌斯·卡迪尤，英國作曲家

### 15日
- 凯瑟琳·T·麦克阿瑟，美國慈善家
- 卡爾·斯特魯斯，美國電影攝影師

### 17日
- 弗朗茨·達勒姆，德國政治家。
- 穆罕默德·谢胡，阿爾巴尼亞政治家，阿爾巴尼亞第23任總理

### 18日
- 恩里克·埃尔佐格，玻利維亞政治家，第42任玻利維亞總統
- 胡安·邁爾斯，阿根廷馬球運動員

### 23日
- 路德·埃文斯，美國政治學家和圖書館員，聯合國教科文組織第三任總幹事
- 雷金納德·邁爾斯·安塞特，澳大利亞商人和飛行員

### 26日
- 苏阿特·于尔居普吕，土耳其政治家，土耳其第11任總理

### 27日
- 霍奇·卡迈克尔，美國爵士樂作曲家

### 28日
- 艾倫·杜萬，加拿大裔美國電影導演